# Justus van Gent

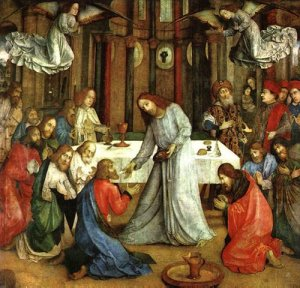
Instelling van de eucharistie (±1474)

Justus van Gent (omstreeks 1430 - Italië, na 1480), was een Vlaams schilder, die later in Italië werkte.  Daar kreeg hij de naam Giusto da Guanto of Justus, ook Judocus van Gent. Hij wordt meestal vereenzelvigd met Joos van Wassenhove hoewel niet alle kunsthistorici het daar mee eens zijn.